# Wilhelm Hartmann (Politiker, 1844)
Georg Wilhelm Hartmann (* 4. Mai 1844 in Immenhausen; † 14. August 1909 in Hamburg) war ein deutscher sozialdemokratischer Politiker und zusammen mit Wilhelm Hasenclever erster Vorsitzender der SAP, der heutigen SPD.

## Leben und Wirken
Hartmann lernte nach der Volksschule das Schuhmacherhandwerk, war seit 1880 als Gastwirt in Hamburg tätig.
Seit dem Ende der 1860er Jahre war Hartmann ein führender Funktionär des ADAV in Hamburg. Nach der Vereinigung des ADAV mit der SDAP zur SAP im Jahr 1875 war Hartmann neben Wilhelm Hasenclever einer der beiden Vorsitzenden der neuen Partei. Nach Auflösung des Vorstandes war er zwischen 1876 und 1878 Beisitzer im fünfköpfigen Zentralwahlkomitee der Partei, das seinen Sitz in Hamburg hatte.
In den 1870er-Jahren hat Hartmann in zahlreichen Wahlkreisen vergeblich für ein Reichstagsmandat kandidiert. Im Jahr 1880 wurde im 2. Hamburger Wahlkreis eine Nachwahl notwendig, nachdem Carl Bauer sein Mandat zum 24. Februar 1880 niedergelegt hatte. Die Behörden haben jede Wahlwerbung verboten, das Wahlkomitee wurde verhaftet und der Wahlfonds beschlagnahmt. Dennoch wurde Hartmann mit einem großen Stimmenvorsprung am 27. April 1880 gewählt. Der Wahlkreis war der erste, der unter dem Sozialistengesetz für die Partei neu gewonnen werden konnte. Allerdings blieb Hartmann nur bis zum Ende der Legislaturperiode 1881 Abgeordneter.
Im Oktober 1880 wurde Hartmann im Zuge des Sozialistengesetzes aus Hamburg ausgewiesen. Daraufhin richtete er mit Erfolg ein Gnadengesuch an den Senat. Dies ließ ihn in der Partei in Ungnade fallen und er wurde aller Parteiämter enthoben. In der Folge trat Hartmann politisch nicht mehr in Erscheinung.